# Theo Huefnagels
Theo Huefnagels (* 21. Oktober 1897 in Emmerich; † 10. Februar 1983) war ein deutscher Politiker (CDU). Er war von 1950 bis 1954 Mitglied des Landtags von Nordrhein-Westfalen.
Er war Mitglied der katholischen Studentenverbindung KDStV Rappoltstein (Straßburg) Köln.

## Ausbildung und Beruf
Nachdem Theo Huefnagels das Gymnasium abgeschlossen hatte, absolvierte er eine kaufmännische Ausbildung und nach einem Universitätsstudium promovierte er zum Doktor der Rechtswissenschaften. Er war als Kaufmann und Geschäftsführer tätig. Am 21. Oktober 1939 beantragte er die Aufnahme in die NSDAP und wurde zum 1. Januar 1940 aufgenommen (Mitgliedsnummer 8.232.241).

## Politik
Huefnagels war Mitglied des Emmericher CDU-Ortsparteivorstandes und des geschäftsführenden Vorstandes der CDU im Kreis Rees. Huefnagels wurde bei der nordrhein-westfälischen Landtagswahl im Jahr 1950 als Direktkandidat der CDU im Wahlkreis 77 (Rees) in den Landtag gewählt. Er war Abgeordneter vom 5. Juli 1950 bis zum 4. Juli 1954.